# Domus de Maria
Domus de Maria (sardinsky: Dòmus de Marìa) je italská obec (comune) v provincii Sud Sardegna v regionu Sardinie. Nachází se ve výšce 66 metrů nad mořem a má přibližně 1 600 obyvatel. Rozloha obce je 97,14 km².